# .kg
.kg è il dominio di primo livello nazionale assegnato al Kirghizistan.